# هارتلند (حوزه سرشماری)، ورمانت
هارتلند (به انگلیسی: Hartland) یک منطقهٔ مسکونی در ایالات متحده آمریکا است که در Hartland واقع شده‌است. هارتلند ۲٫۸ کیلومتر مربع مساحت و ۳۸۰ نفر جمعیت دارد و ۱۷۸٫۹۲ متر بالاتر از سطح دریا واقع شده‌است.